# Los Ranchos de Albuquerque
Los Ranchos de Albuquerque is een plaats (village) in de Amerikaanse staat New Mexico, en valt bestuurlijk gezien onder  Bernalillo County.

## Demografie
Bij de volkstelling in 2000 werd het aantal inwoners vastgesteld op 5092.
In 2006 is het aantal inwoners door het United States Census Bureau geschat op 5416, een stijging van 324 (6,4%).

## Geografie
Volgens het United States Census Bureau beslaat de plaats een oppervlakte van
10,6 km², geheel bestaande uit land.

## Plaatsen in de nabije omgeving
De onderstaande figuur toont nabijgelegen plaatsen in een straal van 16 km rond Los Ranchos de Albuquerque.